# 達紀
達紀（日语：たつき）是一位日本男導演、編劇和動畫師，irodori的創始人之一。較知名的作品為電視動畫《動物朋友》（2017年）和《煙草》（2019年）。

## 早期生活
達紀出生於京都府，並在成長（幼年時期）。舊名為尾本達紀或尾本たつき（おもと たつき）。他回到日本後，至京都的大學就讀了美術系。

## 職業生涯
達紀於2017年1月開始擔任電視動畫《動物朋友》的導演，該動畫改編自同名手機遊戲，這同時也是他在業界的導演處女作。儘管《動物朋友》獲得了好評，但達紀於2017年9月25日在Twitter上宣布，自己將不再參與該動畫第二季的製作。這引起了粉絲廣大的關注而造成了爭議事件。
2017年9月25日，他所負責的《動物朋友》贏得了Twitter的年度動漫趨勢大獎。12月28日，他釋出了自主製作的動畫短片《傾福さん》，之後於1月底便將該短片作為商品發售。
2018年7月21日，《動物朋友》獲得日本星雲獎中「電影‧表演‧多媒體」部門第49回的得獎作品，由達紀監督上台領獎。
他的下一部電視動畫作品《煙草》於2019年1月9日開播。

## 個人生活
達紀本身很喜歡動物，而業餘興趣則為攝影和CG製作，甚至曾連續多天把自己關起來製作CG作品。

## 外部連結
- irodori -自主制作アニメーション- （页面存档备份，存于）（日語）
- たつき／irodori的X（前Twitter）（日語）